# Levin H. Campbell

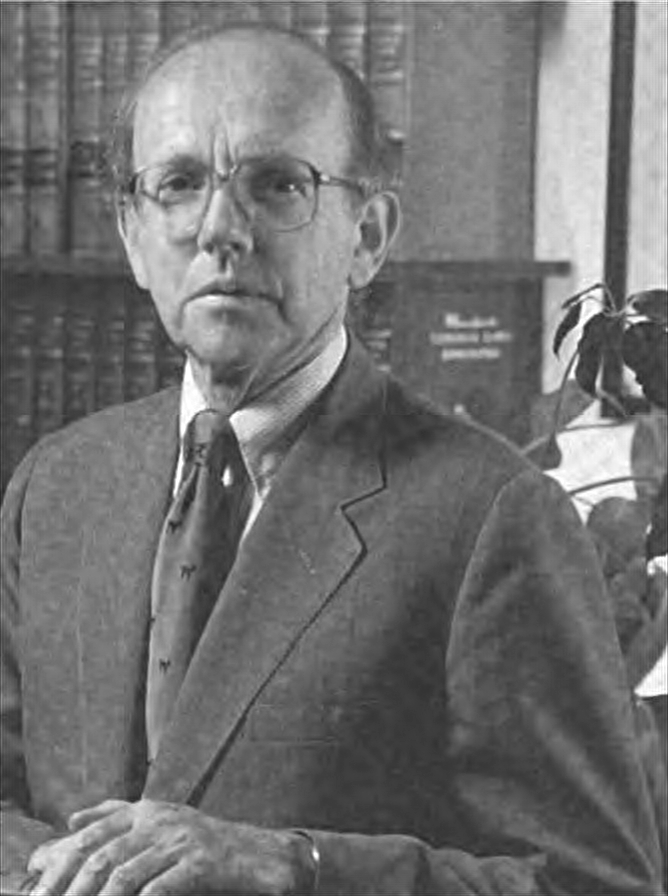
Levin H. Campbell (1994)

Levin Hicks Campbell (* 2. Januar 1927 in Summit, New Jersey) ist ein US-amerikanischer Jurist und Richter, der unter anderem zwischen 1971 und 1972 Richter am US-Bundesbezirksgericht für Massachusetts (United States District Court of Massachusetts) war. Er war daraufhin von 1972 bis 1992 Richter am US-Berufungsgericht für den 1. Gerichtsbezirk (US Court of Appeals for the First Circuit) und zudem von 1983 bis 1990 als Chief Judge Präsident dieses Gerichts.

## Leben
Levin Hicks Campbell, Sohn von Worthington Campbell und Louise Hooper, begann nach dem Schulbesuch zunächst ein grundständiges Studium an der Harvard University, das er 1948 mit einem Bachelor of Arts (A.B.) beendete. Im Anschluss nahm er ein Studium der Rechtswissenschaften an der Juristischen Fakultät (Law School) der Harvard University auf und schloss dieses 1951 mit einem Bachelor of Laws (LL.B.) ab. Nachdem er nach seiner anwaltlichen Zulassung zwischen 1951 und 1954 im Rang eines Leutnants in der Militärjustizbehörde (Judge Advocate General’s Corps) tätig gewesen war, arbeitete er zwischen 1954 und 1964 als Rechtsanwalt in der Anwaltskanzlei Ropes & Gray Associate in Boston. 1963 wurde er für die Republikanische Partei Mitglied im Repräsentantenhaus von Massachusetts und gehörte diesem bis 1964 an. 1965 wechselte er in die Generalstaatsanwaltschaft des US-Bundesstaates Massachusetts und war dort nacheinander von 1965 bis 1966 Assistierender Generalstaatsanwalt (Assistant Attorney General), zwischen 1966 und 1967 Sonderassistent des Generalstaatsanwalts (Special Assistant Attorney General) sowie zuletzt von 1967 bis 1968 Erster Assistierender Generalstaatsanwalt (First Assistant Attorney General). Im Anschluss war er zwischen 1969 und 1972 Richter am Obergericht von Massachusetts, dem Massachusetts Superior Court, und engagierte sich zudem von 1969 bis 1975 als Mitglied des Aufsichtsrates des Boston Symphony Orchestra.
Am 12. November 1971 wurde er von US-Präsident Richard Nixon als Nachfolger von Charles Edward Wyzanski Jr. als Richter am US-Bundesbezirksgericht für Massachusetts (United States District Court of Massachusetts) nominiert. Nach der Bestätigung durch den US-Senat am 23. November 1971 trat er dieses Amt am 30. November 1971 an und bekleidete dieses bis zum 31. August 1972.
Am 15. Juni 1972 wurde Campbell von US-Präsident Nixon als Nachfolger von Bailey Aldrich für den freigewordenen Posten als Richter am US-Berufungsgericht für den 1. Gerichtsbezirk (US Court of Appeals for the First Circuit) nominiert. Nach der Bestätigung durch den US-Senat am 28. Juni 1972 trat er dieses Amt am 30. Juni 1972 an und bekleidete dieses fast 20 Jahre lang bis zum 3. Januar 1992. 1983 wurde er als Nachfolger von Frank M. Coffin Chief Judge und damit Präsident des US Court of Appeals for the First Circuit. Er bekleidete dieses Amt bis 1990, woraufhin Stephen Breyer seine Nachfolge antrat. Während dieser Zeit war er zugleich von 1983 bis 1990 Mitglied der Justizkonferenz der Vereinigten Staaten. Am 3. Januar 1992 schied er aus dem aktiven Richterdienst und trat in den sogenannten Senior Status.
Levin H. Campbell fungierte zudem von 1981 bis 1999 als Trustee des Colby College und engagierte sich des Weiteren für die American Bar Association (ABA), die American Bar Foundation, das American Law Institute, die Boston Bar Association, die Massachusetts Bar Association sowie die Veterans of Foreign Wars. Aus seiner am 1. Juni 1957 geschlossenen Ehe mit Eleanor Saltonstall Lewis gingen zwei Töchter und ein Sohn hervor.